# 王材任
王材任（1653年—1739年），字澹人，号西涧。黄冈人。

## 生平
順治十年出生。康熙十八年己未进士，历官佥都御史。执法公正，不避权贵，四十三年罢去。移居江苏常熟虞山之西涧。晚年重聽，不廢吟咏。乾隆四年卒。有《尊道堂集》。

## 家族
父王泽宏。